# Лидија Циглић
Лидија Циглић (Зрењанин, 1. јун 1963) српска је телевизијска глумица. Једина улога коју је играла у својој глумачкој каријери била је Трша у култној ТВ серији Бабино унуче, са Радмилом Савићевић.

## Филмографија
| Год.  | Назив        | Улога |
| ----- | ------------ | ----- |
| 1976. | Бабино унуче | Трша  |